# 池袋西武簡易郵便局
池袋西武簡易郵便局（いけぶくろせいぶかんいゆうびんきょく）は、かつて東京都豊島区に存在した簡易郵便局である。局番号は01487。

## 概要
住所：〒171-0022 東京都豊島区南池袋1丁目28番1号 - 北緯35度43分37秒 東経139度42分38秒 / 北緯35.72694度 東経139.71056度
1990年11月1日、最初の大都市型簡易郵便局（シティポスト）として開局。
受託者は株式会社そごう・西武（旧・株式会社西武百貨店）であった。店舗は西武池袋本店7階にあった。
2008年10月27日の横浜松坂屋簡易郵便局廃止以後、唯一の大都市型簡易郵便局（シティポスト）であった。
2018年8月31日の営業をもって、大都市型簡易郵便局（シティポスト）は消滅した。

### 沿革
- 1990年（平成2年）11月1日 - 設置。
- 2008年（平成20年）10月27日 - 横浜松坂屋簡易郵便局が廃止になり、当局が唯一の大都市型簡易郵便局（シティポスト）となる[1]。
- 2018年（平成30年）9月1日 - 一時閉鎖[2][3]。
- 2021年（令和3年）3月1日 - 廃止[4]。

## 取扱内容
営業最終日時点
- 郵便、印紙、ゆうパック
- 貯金、為替、振替
- 保険
- ATM

## 利用情報
営業最終日時点
- 開館時間 - 【郵便】10：00～18：30【貯金】10：00～17：00【保険】10：00～17：00【ATM】（平日）10：00～19：00（土曜日曜祝日）10：00～17：00
- 休業日 - 【郵便】西武百貨店池袋本店休業日【貯金】12月31日～翌年1月3日、西武百貸店池袋本店の休業日は休業【保険】12月31日～翌年1月3日、西武百貸店池袋本店の休業日は休業
- 駐車場 - 西武百貨店池袋本店駐車場（有料）

## アクセス
- 東日本旅客鉄道（JR東日本）山手線・埼京線・湘南新宿ライン「池袋駅」
- 東武東上線「池袋駅」
- 西武池袋線「池袋駅」
- 東京地下鉄（東京メトロ）丸ノ内線・有楽町線・副都心線「池袋駅」